# Alexander Štorch starší
Alexander Štorch starší (též Storch, 25. července 1816 Chotěbuz v Prusku — 21. března 1892 Praha) byl český tiskař, nakladatel a knihkupec. Od roku 1851 provozoval své knihkupectví a nakladatelství v domě v jižní části Staroměstského náměstí na Starém Městě v Praze, na jehož místě byl roku 1896 postaven neogotický Štorchův dům. Účastnil se též pražského veřejného života (např. Sokol, Měšťanská beseda). Byl oceňován jako úspěšný podnikatel, vlastenec a filantrop.

## Život

### Mládí a podnikání

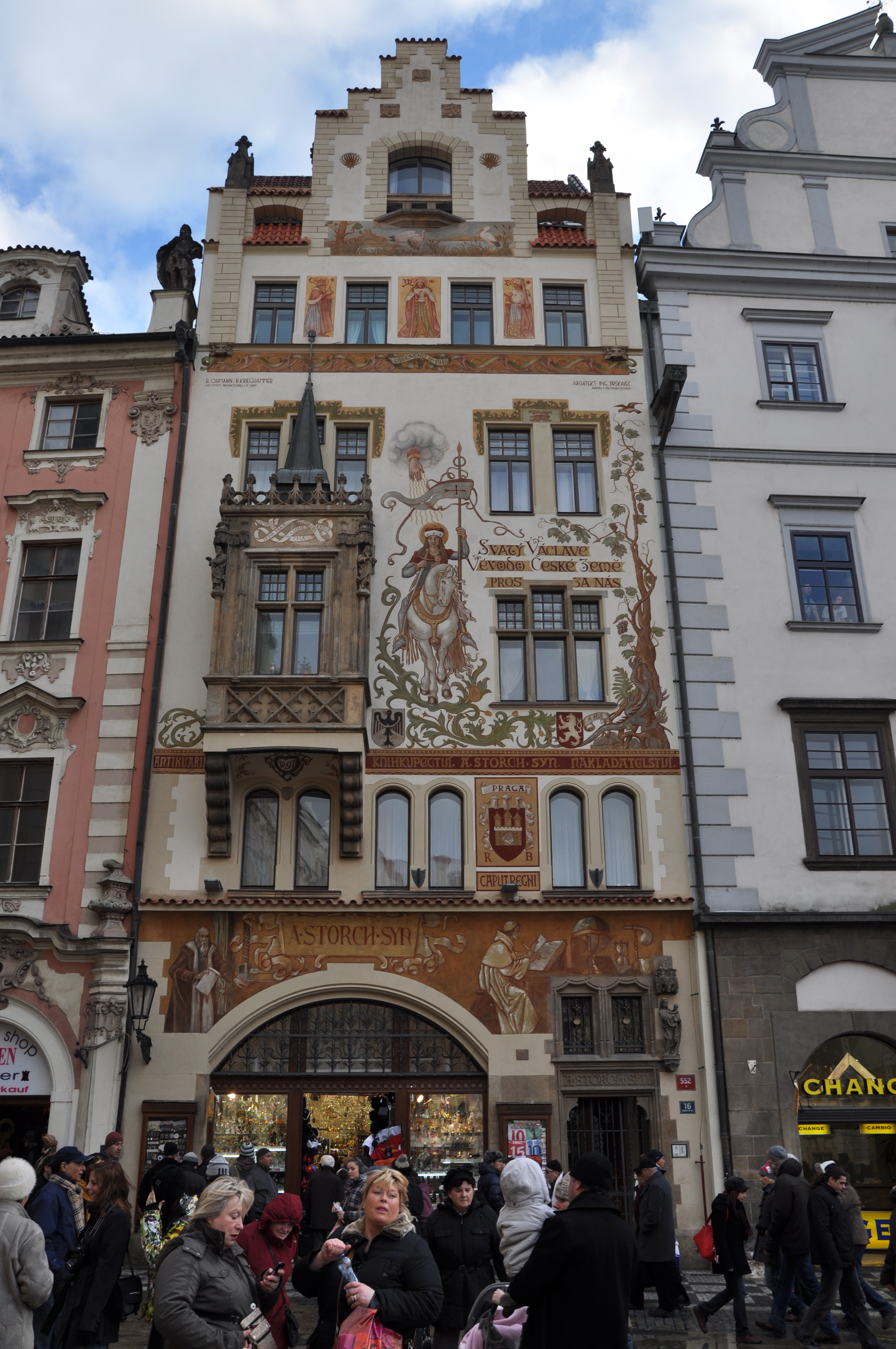
Štorchův dům, postavený v roce 1896

Narodil se roku 1816 v Chotěbuzi v Prusku. Od roku 1851 je uváděn jako pražský měšťan, ve stejném roce zde také založil malé knihkupectví, později rozšířené na nakladatelství. Orientoval se čím dál tím více na prodej a vydávání českých knih a literatury. Svůj obchod posléze přesunul do domu na Staroměstském náměstí, který zakoupil.
Po smrti Jana Evangelisty Purkyněho roku 1869 odkoupil a spravoval jeho knihovnu. Současně s podnikáním se zapojil do pražského veřejného života, byl členem Sokola a dalších spolků.
Okolo roku 1890 převzal vedení rodinné firmy syn Alexandr Štorch mladší.

### Úmrtí
Alexander Štorch starší zemřel 22. března 1892 v Praze ve věku 75 let. Byl pohřben do rodinné hrobky na Olšanských hřbitovech.
Roku 1896 vznikl na místě původního Štochova domu na Staroměstském náměstí nový dům s fasádovými freskami Mikoláše Alše. Na domě zůstal původně vymalovaný nápis s názvem firmy A. Storch a synové.